# Stadio Metropolitano (Madrid)
Lo stadio Metropolitano (in spagnolo Estadio Metropolitano) è un impianto sportivo spagnolo di Madrid.
Inaugurato nel 1994 come struttura per l'atletica leggera dalla comunità autonoma di Madrid, è dal 2017 lo stadio delle gare interne dell'Atlético Madrid.
Si trova nel quartiere orientale di San Blas-Canillejas e fu noto fino al 2016 con il nome di Stadio Olimpico; dopo la rinomina in stadio Metropolitano ha assunto i nomi commerciali di Wanda Metropolitano (dal 2016 al 2022), Civitas Metropolitano (dal 2022 al 2024) e Riyadh Air Metropolitano (dal 2024).
Per capienza (più di 70000 spettatori) è il terzo stadio del Paese dopo il Camp Nou di Barcellona e il concittadino Bernabéu.

## Storia
Lo stadio che inizialmente fu chiamato Peineta, vide la luce nel 1993, anno di fine dei lavori di costruzione, su disegno degli architetti Antonio Cruz e Antonio Ortiz per il concorso "Ciudad Deportiva de la Comunidad de Madrid".
Nel 2004 lo stadio è stato chiuso per iniziare una prima ristrutturazione mai portata a conclusione.
Successivamente, la candidatura della città di Madrid a sede dei giochi olimpici nel 2012, nel 2016 o nel 2020 portò a una riforma e all'uso dello stadio come olimpico.
Tale riforma avrebbe portato un rinnovamento dello stadio che sarebbe stato in grado di ospitare fino a 66 000 spettatori, ma dopo tre candidature il progetto decadde.
Il 12 dicembre 2008 Alberto Ruiz-Gallardón, sindaco di Madrid, ed Enrique Cerezo, presidente dell'Atlético Madrid, firmano un accordo economico per il passaggio dello stadio alla società biancorossa, che diviene proprietaria effettivamente a partire dal 2015.
L'11 settembre 2013 l'amministratore delegato dell'Atlético Madrid, Miguel Ángel Gil Marín, annunciò che a partire dal 1º luglio 2016 il club si sarebbe trasferito nella struttura. Lo stadio, secondo quanto riportato all’epoca, avrebbe potuto ospitare oltre 67 000 spettatori.
Il 28 febbraio 2014, all'unanimità, si è deciso di intitolare la strada che dà sull'ingresso dello stadio a Luis Aragonés, ex calciatore e allenatore dell'Atlético e della nazionale deceduto il 1º febbraio dello stesso anno.
Lo stadio nel 2016 assume la denominazione di Wanda Metropolitano: Wanda in quanto la compagnia cinese che ha detenuto fino al 2018 il 20% delle quote del club, versa 10 milioni di euro annui per i naming rights, e Metropolitano in onore del vecchio impianto che ha fatto la storia dei Colchoneros.
Il 30 novembre 2017 riceve il premio come Migliore opera municipale del 2017 in occasione della decima edizione dei Premios Demarcación de Madrid. Il 24 settembre 2018 viene premiato come Migliore stadio del 2018 agli WFS Industry Awards. Il 3 giugno 2019 lo stadio ottiene il riconoscimento di Élite da parte dell'UEFA.
Lo stadio nel 2022 assume la denominazione di Cívitas Metropolitano. Il 7 settembre 2023 si concludono i lavori di ampliamento delle tribune, con l'aumento della capacità a 70 460 posti.
Il 9 ottobre 2024, in accordo con il principale sponsor della squadra, lo stadio viene rinominato in Riyadh Air Metropolitano.

### Inaugurazione
Lo stadio Wanda Metropolitano è stato inaugurato il 16 settembre 2017, in presenza del re di Spagna Felipe VI, con la partita valida per la quarta giornata di campionato, e ha visto contrapposti i padroni di casa dell'Atlético Madrid agli andalusi del Malaga. Nel prepartita c'è stata l'esibizione della Patrulla Águila che ha sorvolato il cielo di Madrid, ricreando i colori della bandiera spagnola.
In seguito si è reso omaggio a tutti gli stadi dove hanno giocato i Colchoneros (Retiro, O'Donnell, Metropolitano, Vicente Calderón e lo stesso Wanda Metropolitano). La celebrazione è proseguita con la discesa in campo dei paracadutisti acrobatici dell'Ejército del Aire che hanno portato il pallone da gioco, la bandiera Rojigualda e la bandiera dell'Atlético Madrid.
Infine, prima del fischio d'inizio, Gárate insieme a Fernando Torres e Hugo (passato, presente e futuro della squadra) hanno battuto il calcio di inizio inaugurale. Il primo gol, e l'unico della partita, segnato nel nuovo stadio è stato dell'attaccante francese Antoine Griezmann.
| Arbitro: | Sánchez Martínez |

|               |           |  |
| Griezmann 61’ | Marcatori |  |

### Incontri
- Lo stadio ha ospitato l'Atlético Madrid in occasione del ritorno di Supercopa de España 1996 contro il Barcellona.[27]

| Arbitro: | Ansuátegui Roca |

|                                   |           |              |
| López 32’ Esnáider 64’ Pantić 76’ | Marcatori | 58’ Stoičkov |

- Il 27 marzo 2018 ha ospitato per la prima volta un incontro della nazionale di calcio della Spagna, che nell'occasione ha inflitto all'Argentina la peggiore sconfitta della storia albiceleste.[28][29]

| Arbitro: | Taylor |

|                                                              |           |              |
| Diego Costa 12’ Isco 27’, 52’, 74’ Thiago 55’ Iago Aspas 73’ | Marcatori | 39’ Otamendi |

- Il 21 aprile viene disputata per la prima volta la finale di Coppa del Re, la cui cerimonia inaugurale è stata presidiata da Filippo VI e da Enrique Cerezo.[30] Il match ha visto vincere la quarta Copa del Rey consecutiva al Barcellona, capace di eguagliare i record di maggior scarto di reti in finale del 1915 e del 1980.[31]

| Arbitro: | Gil Manzano |

|  |           |                                                           |
|  | Marcatori | 14’, 40’ Suárez 31’ Messi 52’ Iniesta 69’ (rig.) Coutinho |

- Il 17 marzo 2019, in occasione dell'incontro di campionato tra Atlético Madrid e Barcellona, con 60 739 spettatori si è registrato il più alto numero di astanti per una partita di calcio femminile superando il precedente record di 53 000 spettatori, appartenente al match tra Dick, Kerr's Ladies e St. Helen's Ladies al Goodison Park di Liverpool nel 1920.[32][33]

| Arbitro: | Martínez Madrona |

|  |           |                        |
|  | Marcatori | 65’ Oshoala 80’ Duggan |

- Il 1º giugno 2019 ha ospitato la finale della UEFA Champions League 2018-2019 tra Liverpool e Tottenham, la seconda nella storia della competizione tra due compagini inglesi.[34]

| Arbitro: | Skomina |

|  |           |                           |
|  | Marcatori | 2’ (rig.) Salah 87’ Origi |

- Il 26 agosto 2023, in occasione del centenario della Federazione di rugby a 15 della Spagna, si è tenuto l'incontro valido per il secondo titolo The Match tra Spagna e Argentina, in vista della Coppa del Mondo di rugby 2023.[35][36]

| Madrid 26 agosto 2023, ore 20:45 CEST Amichevole – The Match | Spagna | 3 – 62 | Argentina | Cívitas Metropolitano (19 963 spett.)\| Arbitro: \| Brace \| |
| Arbitro:                                                     | Brace  |        |           |                                                              |

## Eventi

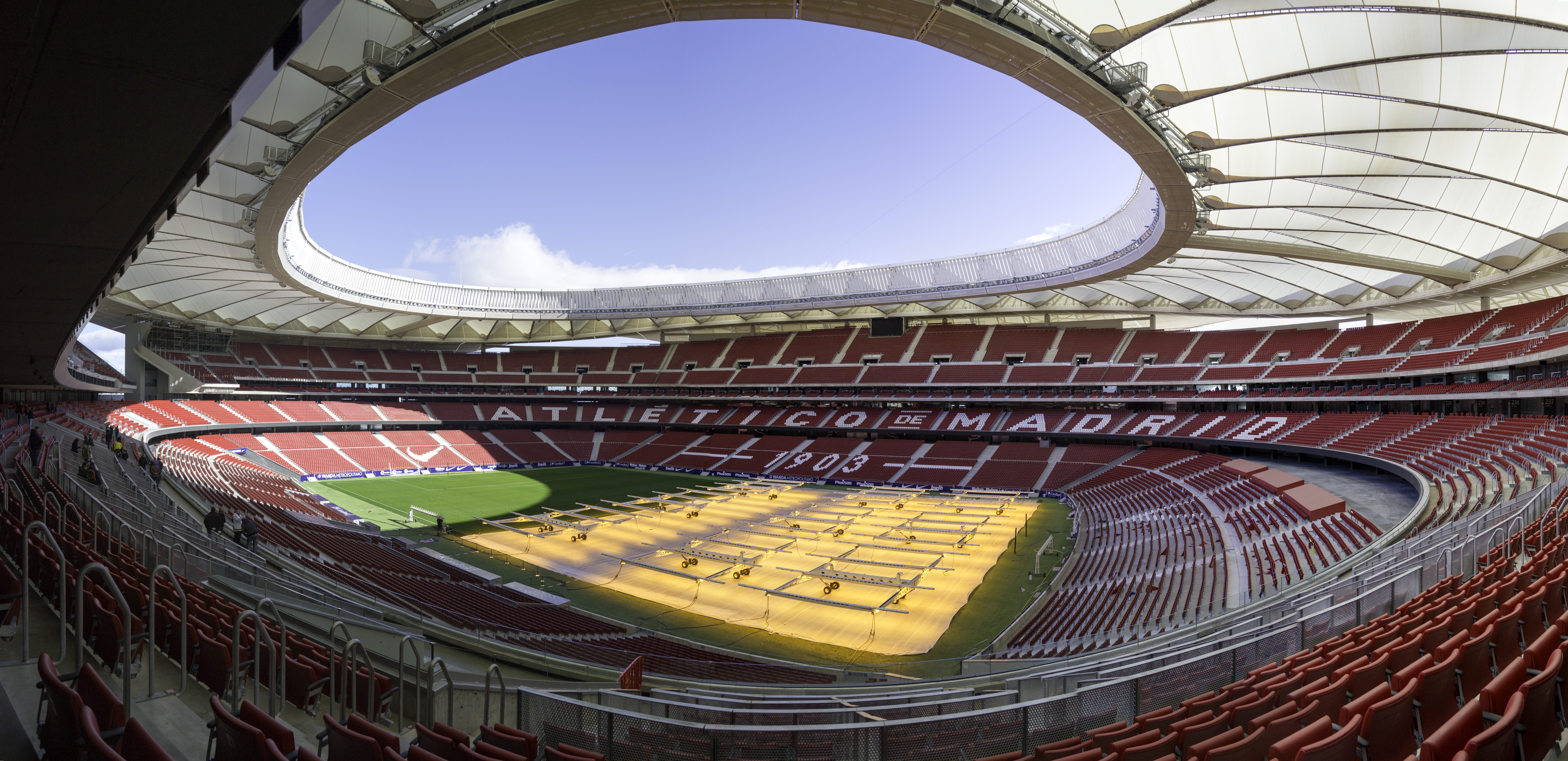
Panoramica interna dello stadio durante l'ultima fase dei lavori, dopo l'installazione dei pannelli radianti.

Il 21 e il 22 settembre 2002 lo stadio ha ospitato la Coppa del mondo di atletica leggera 2002, evento sponsorizzato dalla IAAF.
Il 20 settembre 2017 l'impianto è stato designato dall'UEFA come sede della finale della Champions League 2018-2019, che ha avuto luogo il 1º giugno 2019. Benché la candidatura sia stata presentata il 1º aprile, l'ufficialità è arrivata solo quattro giorni dopo la sua nuova inaugurazione. Il Wanda Metropolitano è stato così il quarto stadio spagnolo a ospitare l'atto conclusivo della più importante manifestazione continentale per club.
Secondo la stampa spagnola, l'Atlético Madrid ha proposto il Wanda Metropolitano come sede fissa per la finale di Coppa del Re.